# Долгоруков, Павел Иванович
Князь Павел Иванович Долгоруков (21 ноября 1787 — 8 февраля 1845, Москва) — русский чиновник, член Попечительного комитета о иностранных колонистах Южной России, действительный статский советник с 1842 г. Известен как композитор-любитель и пианист, мемуарист, издатель автобиографии отца — И. М. Долгорукова.

## Биография
Старший сын известного поэта, писателя и мемуариста князя Ивана Михайловича Долгорукова и княгини Евгении Сергеевны Долгоруковой, урождённой Смирновой (1770—1804). Брат российского дипломата, сенатора Д. И. Долгорукова и литератора, участника Отечественной войны 1812 г. А. И. Долгорукова.
Воспитывался в Московском университетском благородном пансионе. В 1806 г. поступил на учëбу в Гёттингенский университет. В 1808 г. вернулся в Россию и поступил на службу в Военное министерство, затем перешëл в Министерство финансов.
1 августа 1821 г. коллежский советник, князь П. И. Долгоруков, был направлен по месту новой службы — в Кишинëв, где вскоре познакомился с А. С. Пушкиным.
В 1821—1822 г. неоднократно встречался у полномочного наместника Бессарабской области И. Н. Инзова с поэтом, во время его ссылки на юг России.
По свидетельству современников, П. И. Долгоруков был глуховат, малообщителен, круг его знакомств ограничивался чиновниками канцелярии И. Н. Инзова и домом наместника.
Жена — княжна Елизавета Петровна Голицына (1800—1863), дочь князя Петра Васильевича Голицына (1763 — ?) и Екатерины Петровны Карамышевой.

## Литературная деятельность
Автор дневника, в котором подробно описывает нравы и быт захолустного чиновничества. На этом убогом фоне особенно резко выделяется фигура Пушкина. Дневниковые записи П. И. Долгорукова сохранили ценнейший пересказ тех пылких революционных речей, которые ссыльный поэт произносил за столом И. Н. Инзова и в других общественных местах:

«… он всегда готов у наместника, на улице, на площади всякому на свете доказать, что тот подлец, кто не желает перемены правительства в России»
.
Сам мемуарист отнюдь не принадлежал к тем горячим головам, которые готовы словом и делом радеть за судьбы всего человечества. Скептическое название его дневника «35-й год моей жизни, или Два дни вёдра на 363 ненастья» красноречиво говорит само за себя; он не рвался в либералы, а был вполне добропорядочным чиновником. И тем не менее несколько ироническое отношение к жизни, стремление писать не только аккуратные служебные бумаги, но и вести потаëнный дневник, о котором, и не подозревали его сослуживцы (дневник П. И. Долгорукова пролежал под спудом свыше столетия и был напечатан лишь в 1951 г.), всё это несколько отделяло его от остальных чиновников.
Писательская жилка, полученная им в наследство от отца, мешала его размеренному существованию и побуждала его, вопреки его собственным рассуждениям о «безнравственности» поэта, жадно прислушиваться к речам Пушкина. Мемуарист обладал даром живо схватывать драматизм житейских положений.

## Сочинения
- 35-й год моей жизни, или Два дни вёдра на 363 ненастья
- Дневник с записями разговоров Пушкина (ценнейший документ для характеристики общественно-политических взглядов поэта).
- Дневниковые записи.
- Жизнь в Кишиневе.
- Служба в Комитете.
- Провинциальный чиновничий быт.
- Наместник Бессарабии генерал И. Н. Инзов.
- Описание церквей Кишинева.
- Обычаи и обряды населения.
- Армейские нравы. Система наказаний.
- Сведения о пребывании А. С. Пушкина в Кишиневе.
- Описание поездки в Петербург (дорожные впечатления).

Похоронен в Донском монастыре в Москве.